# Corbello Giannini
Corbello Giannini – kapitan regent San Marino. 
Pełnił swój urząd od 1 października 1364 do 1 kwietnia 1365 (z Foschino Calcignim). Kapitanami regentami San Marino były też dwie osoby o bardzo podobnej tożsamości: Corbello di Vita, który rządził od 1 kwietnia do 1 października 1359 roku (wspólnie z Giovannim di Guiduccio) oraz Corbello di Vita Giannini, który był kapitanem regentem na przełomie lat 1368/1369 (wraz z Ugolino di Giovanni Vaniolim) i w dniach 1 kwietnia–1 października 1372. Bardzo prawdopodobne jest to, że byli oni wszyscy jedną osobą. W tym samym wieku w latach 90. był też kapitan, który nazywał się Vita di Corbello; nie jest on jednak prawdopodobnie związany z wyżej wymienionymi.